# Сергеј Машера
Сергеј Машера (Горица, 11. мај 1912 — Бока которска, 17. април 1941) био је поручник бојног брода друге класе Југословенске војске, који је током Априлског рата 1941. године, заједно са својим саборцем Миланом Спасићем, потопио разарач „Загреб” да не би пао у руке Италијанима. Машера и Спасић, који су у овој акцији погинули и постхумно су 1973. године проглашени за народне хероје Југославије.

## Биографија
Рођен је 11. маја 1912. године у Горици. После Првог светског рата, његова породица је избегла из Италије и настанила се у Љубљани. Након завршене основне и средње школе, 1929. године, Сергеј се уписао у Седму класу Поморске војне академије у Дубровнику. Дипломирао је и стекао чин поручника корвете, 1932. године, као пети у рангу.
У тренутку избијања Априлског рата, 1941. године, Машера се, у чину поручника бојног брода друге класе, налазио на месту првог артиљеријског официра на разарачу Загреб у Боки которској. Заједно са њим, службовао је и Милан Спасић, његов друг из класе. Разарач Загреб је првог дана рата, 6. априла, био изложен нападима непријатељске авијације, али је претрпео само незнатна оштећења. Нови већи напад на Боку которску и бродове у њој извршен је 13. априла, али поново без последица. Иако је остала нетакнута, због развоја ситуације на копну, флота је све више губила борбену готовост, поготово када је бродовима наређено да се маскирају, а посаде искрцају на копно.
Вест о примирју доспела је у Боку которску 15. априла, а саопштена је и свим командантима бродова, уз упозорење да се забрањује уништење бродова и отварање ватре на непријатељске авионе. Дана 17. априла, када је стигла вест о капитулацији Војске Краљевине Југославије и када су Италијани почели да улазе у Боку которску, посадама је наређено да се бродови напусте.
Официре Сергеја Машеру и Милана Спасића, болно је погодио брзи слом Југославије и фашистичка окупација. Не видећи могућност да се борба настави, одлучили су да свој брод униште и погину на њему. Разарач Загреб је прво напустила посада, затим млађи официри, а око 14 часова уз брод је пристигао моторни чамац да превезе команданта, првог официра, поручнике Спасића и Машеру и једног артиљеријског наредника. Међутим, према договору, Спасић и Машера су одбили да уђу у чамац и саопштили команданту да ће припалити штапине који су водили до муниционих комора. Стављен пред свршен чин, командант се са осталима брзо удаљио. Неколико минута касније експлодирала је прва, а потом и друга мунициона комора, а брод је разнет у комаде, нестао с површине заједно с официрима који су га дигли у ваздух. Машера и Спасић су последњи пут виђени како поздрављају заставу непосредно пре експлозије.
Тело Сергеја Машере је нестало у експлозији, док су тело Милана Спасића сутрадан пронашли рибари. На споменику на војничком гробљу у Савини, крај Херцег Новог, где је сахрањен Милан Спасић, уклесано је и име Сергеја Машере.
Овај храбри чин двојице југословенских официра, изазвао је велику пажњи британских медија, који су доста писали о овом догађају. Указом Владе Краљевине Југославије у егзилу од 27. јануара 1942. године, Машера је постхумно одликован Орденом Карађорђеве звезде са мачевима четвртог реда заједно са Миланом Спасићем. Исте године у оквиру једне британске касарне на Малти постављена је спомен-плоча посвећена Сергеју Машери и Милану Спасићу. Британски публициста Артур Дарем Дивајн (енгл. Arthur Durham Divine) је 1944. године у својој књизи „Морнарице у егзилу“ (енгл. Navies in Exile), посебно истакао подвиг Машере и Спасића. Године 1968. Французи су о овом догађају снимили филм под називом „Пламен над Јадраном“ (фр. Flammes sur l'Adriatique), за који је сценарио написао Меша Селимовић.
Поводом тридесетогодишњице Југословенске ратне морнарице, председник СФР Југославије Јосип Броз Тито је 10. септембра 1973. године донео Указ о проглашењу Сергеја Машере и Милана Спасића за народне хероје. У градском парку у Тивту налази се споменик овој двојици храбрих морнаричких официра, а у Београдском насељу Жарково налази се улица поручника Спасића и Машере. Од 1967. године Поморски музеј у Пирану носи његово име.